# Malincourt
Malincourt é uma comuna francesa na região administrativa de Altos da França, no departamento do Norte. Estende-se por uma área de 10.3 km². Em 2010 a comuna tinha 501 habitantes (densidade: 48,6 hab./km²).